# Judy Grinham
Judith Brenda Grinham (ur. 5 marca 1939 w Neasden), po ślubie znana jako Judith Rowley (późnej Judith Roe) – angielska pływaczka specjalizująca się w stylu grzbietowym i dowolnym, mistrzyni olimpijska (1956), mistrzyni Europy i medalistka Igrzysk Imperium Brytyjskiego i Wspólnoty Brytyjskiej (1958).

## Kariera pływacka
W 1956 roku podczas igrzysk olimpijskich w Melbourne zdobyła złoty medal na dystansie 100 m stylem grzbietowym, gdzie ustanowiła nowy rekord olimpijski (1:12,9). Po zmianie przepisów przez FINA jej wynik stał się także rekordem świata. 
Dwa lata później, reprezentowała Anglię na Igrzyskach Imperium Brytyjskiego i Wspólnoty Brytyjskiej w Cardiff wywalczyła dwa medale. Złoto zdobyła w konkurencji 110 jardów stylem grzbietowym, a brąz w sztafecie kraulowej 4 × 110 j.
W tym samym roku podczas mistrzostw Europy w Budapeszcie zwyciężyła na dystansie 100 m stylem grzbietowym. W sztafecie 4 × 100 m stylem dowolnym zdobyła srebro. W konkurencjach 100 m stylem dowolnym i w sztafecie 4 × 100 m stylem zmiennym zdobyła brązowe medale.
Karierę pływacką zakończyła w swoje dwudzieste urodziny. 
W 1981 roku została wprowadzona do International Swimming Hall of Fame. Odznaczona Orderem Imperium Brytyjskiego V klasy (MBE).